# Anax immaculifrons
Anax immaculifrons – gatunek ważki z rodziny żagnicowatych (Aeshnidae).